# USNS Mercy (T-AH-19)
Pour les articles homonymes, voir USS Mercy.
L’USNS Mercy (T-AH-19), troisième du nom, est le premier de sa classe de navires-hôpitaux, la classe Mercy. Il appartient à la marine des États-Unis.

## Historique
Construit en 1976 comme un pétrolier du nom de SS Worth par la National Steel and Shipbuilding Company, il fut renommé « Mercy », mot anglais signifiant « compassion » et transformé en navire-hôpital en 1984 et classé comme United States Naval Ship.
Les navires de la classe Mercy, le Mercy et le USNS Comfort, sont en longueur les troisièmes navires dans la flotte de l'US Navy, dépassés seulement par les porte-avions de classe Nimitz et l'USS Enterprise.
Le Mercy est attaché à la base navale de San Diego en Californie.

## Mission
En conformité avec les Conventions de Genève de 1949, l’USNS Mercy et son équipage n'ont pas pour mission de combattre. Tirer sur le Mercy est considéré comme un crime de guerre.
La mission de l’USNS Mercy est de pourvoir des services médicaux et chirurgicaux rapides et flexibles aux forces armées des États-Unis ou à des civils lors de missions humanitaires en temps de paix, comme en cas de catastrophe naturelle.
En mars 2020, l'USNS Mercy et l'USNS Comfort, sont déployés respectivement sur la côte ouest et est des États-Unis pour fournir une aide complémentaire aux hôpitaux civils dans le cadre de l'impact de la pandémie de maladie à coronavirus COVID-19.

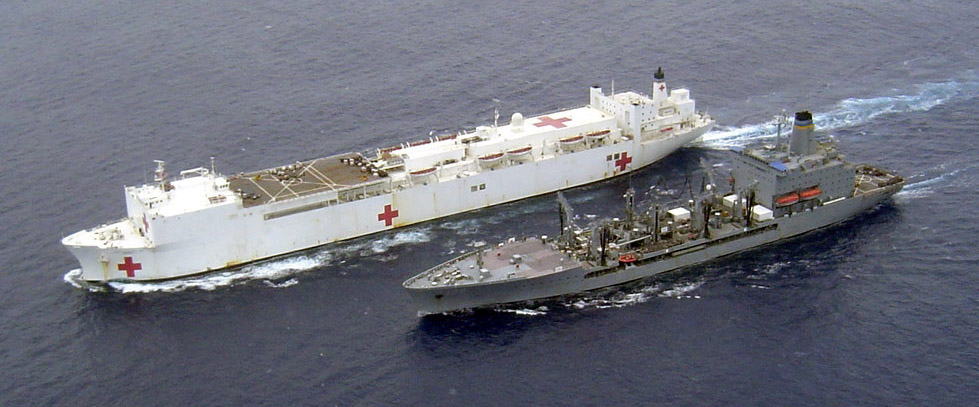
L'USNS Mercy ravitaillé en mer par l'USNS Tippecanoe (en) (T-AO 199) en avril 2005 durant une opération d'aide aux victimes du séisme du 26 décembre 2004 dans l'océan Indien.
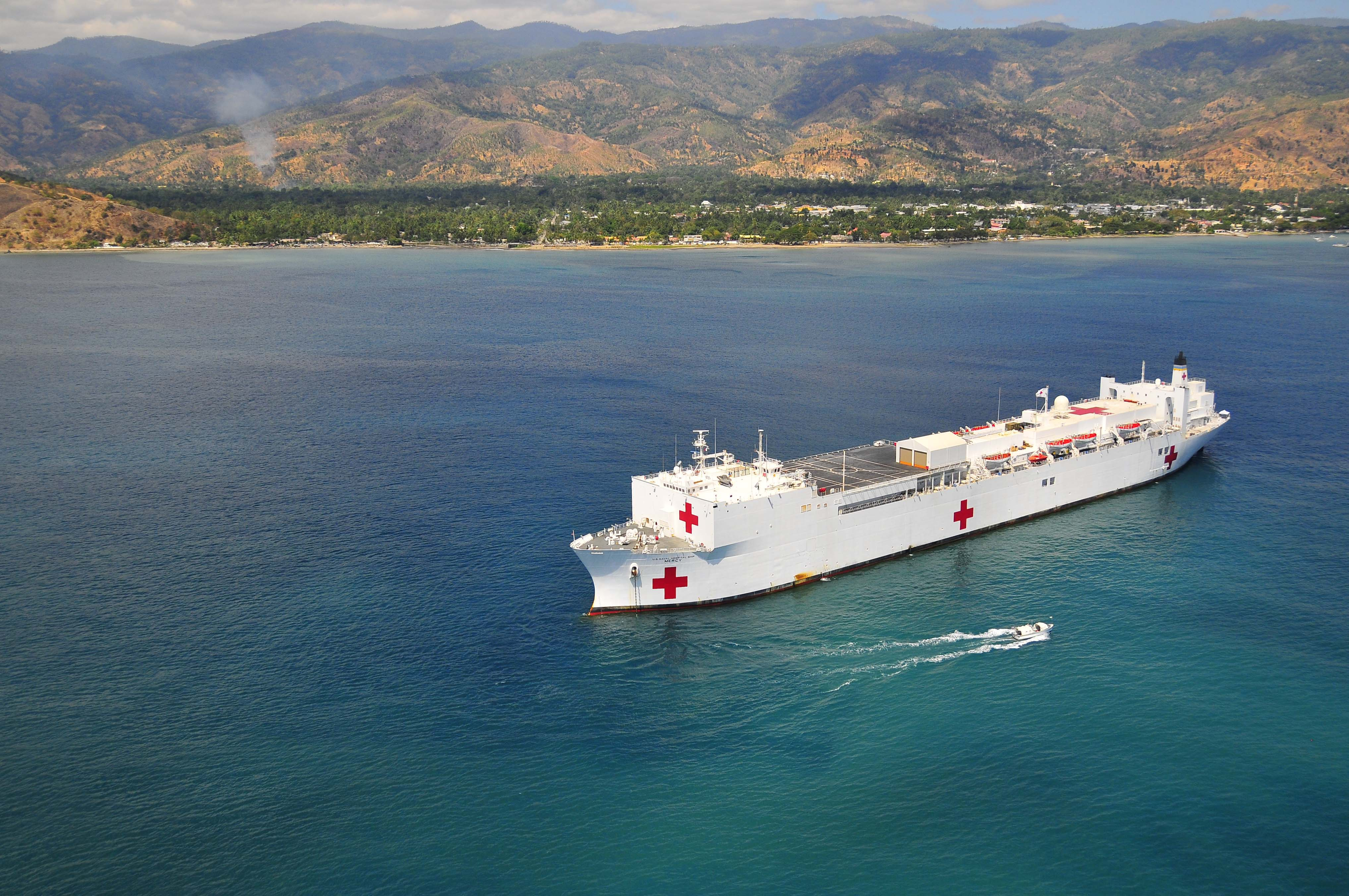
L'USNS Mercy près de Dili.
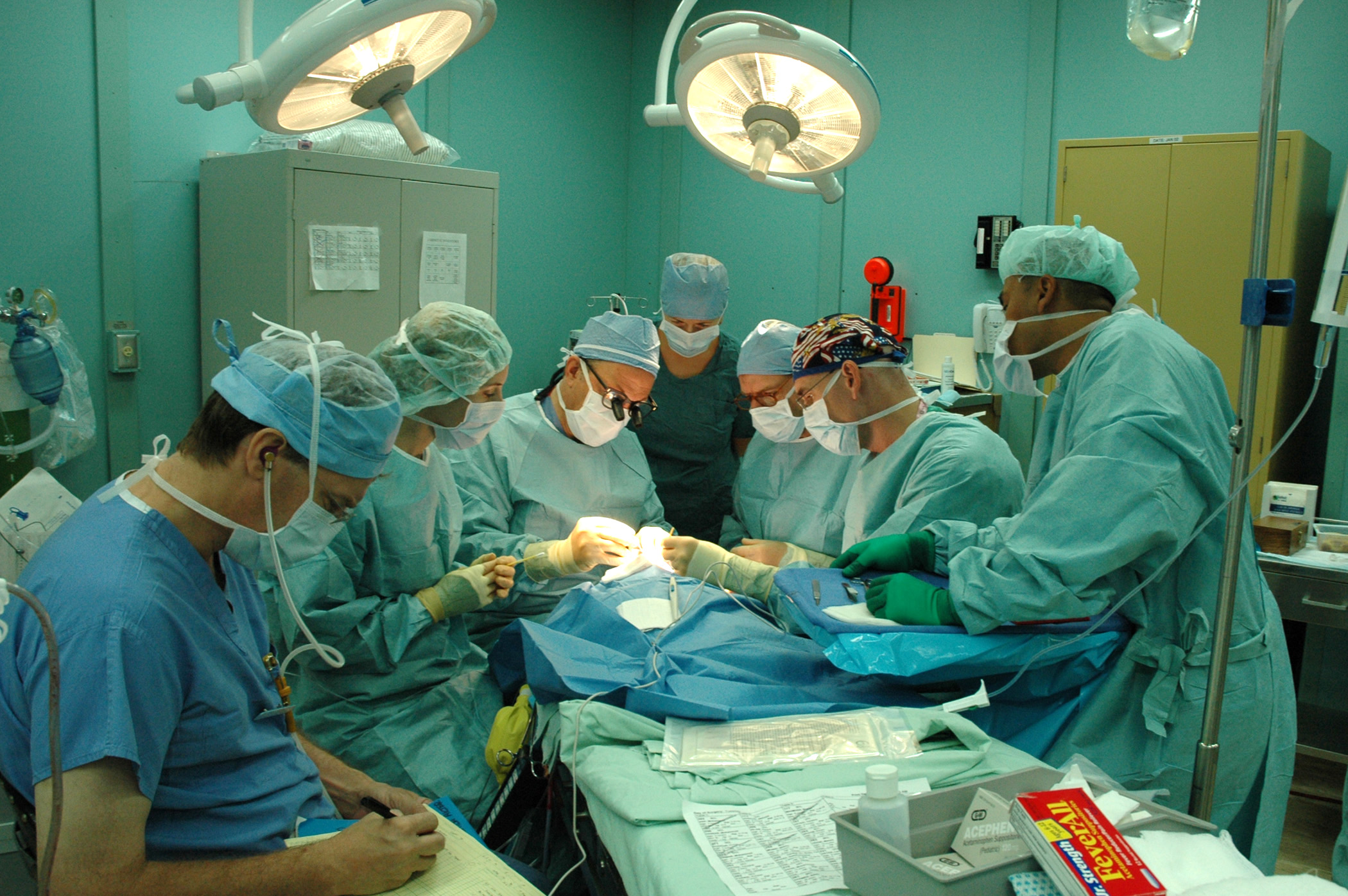
Bloc-opératoire dans le Mercy.